# 붉은삼지창박쥐
붉은삼지창박쥐(Triaenops persicus)는 잎코박쥐과에 속하는 박쥐의 일종이다. 페르시아삼지창박쥐 또는 삼중잎코박쥐라는 이름으로도 알려져 있다. 파키스탄 남서부와 이란 남부, 아랍에미리트, 오만 그리고 예멘에서 발견된다. 지난 세기에는 좀더 작은 작은삼지창박쥐(Triaenops parvus)와 함께 발견되었다. 마다가스카르섬과 아프리카 대륙의 개체군은 또한 "붉은삼지창박쥐"(T. persicus)으로 할당해 왔지만, 마다가스카르삼지창박쥐(Triaenops menamena)과 아프리카삼지창박쥐(Triaenops afer)를 각각 가리키기도 한다. 마다가스카르 개체군은 Triaenops rufus로 불리기도 하지만, 이 이름은 붉은삼지창박쥐(Triaenops persicus)의 이명으로 간주한다.